# Santa María (Honduras)
Santa María è un comune dell'Honduras facente parte del dipartimento di La Paz.
Il comune risulta come entità autonoma già nel censimento del 1887.